# Octomacrum lanceatum
Octomacrum lanceatum är en plattmaskart. Octomacrum lanceatum ingår i släktet Octomacrum och familjen Discocotylidae. Inga underarter finns listade i Catalogue of Life.